# Nikkende skovranke
Nikkende skovranke (Clematis rehderiana) er en løvfældende lian. Blomsterne har en fin, primulaagtig duft. Alle dele af planten er giftige.

## Beskrivelse
Barken er først lysegrøn, men skifter senere over til lysebrun. Til sidst er den opsprækkende og gråbrun. Knopperne er modsatte og lyst grålige. Bladene er sammensatte med 7-9 ovale småblade. Hvert småblad er dybt tandet til næsten trekoblet. Oversiden er mørkegrøn, mens undersiden er lysegrøn. 
Blomstringen sker i august-september, hvor blomsterne sidder mange sammen i oprette, endestillede stande. De enkelte blosmter er nikkende og rørformede med fire gulhvide kronblade. Planten danner normalt ikke modent frø i Danmark.
Rodnettet består af mange, højtliggende og bøjelige rødder. 
Højde x bredde og årlig tilvækst: 6 x ? m (50 x 10 cm/år). Målene kan anvendes ved udplantning.

## Hjemsted
Nikkende skovranke stammer fra højtliggende græsgange i Tibet, Nepal og Sichuan (Vestkina). 
I bjergene omkring Hengdu, Sichuan, Kina, findes arten på fugtig, mineralrig jord i fuld sol og under hårdt græsningstryk, dvs. i krat og lyse skove sammen med bl.a. valmuesøster, Clerodendron bungei (en art af skæbnetræ), duetræ, flerårig hør, japanabrikos, kinesisk pæon, kinesisk tusindtop, kongelilje, koreansk syren, lægebaldrian,  Sambucus chinensis (en art af hyld), Sorbus rehderiana (en art af røn), 
Storblomstret kæmpelilje og wilsonmagnolia
| Portal | Portal:Botanik |

## Note
1. ↑  www.tourtibet.com: TourTibet: Sichuan Alpine Ecology Study Center (engelsk)